# Zygothrica apopoeyi
Zygothrica apopoeyi är en tvåvingeart som beskrevs av Burla 1956. Zygothrica apopoeyi ingår i släktet Zygothrica och familjen daggflugor. Inga underarter finns listade i Catalogue of Life.